# إمارة آل كساد
إمارة آل كساد أو الإمارة الكسادية يعود تأسيس إمارة الكسادي الحضرمية إلى عام (1703م/ 1115هـ) بزعامة النقيب أحمد بن سالم بن أحمد بن عبد الرب بن مجحم بن عامر بن سالم الكسادي اليافعي، حيث كان آل كساد مولعين بالملاحة البحرية وملاك خبرة كبيرة في هذا المجال والاصطياد البحري، وبفضل خبراتهم والبذل والعطاء الذي قدموه، واستطاعوا أن يحولوا قرية ميناء المكلا إلى مدينة ساحلية وميناء رئيسي على ساحل حضرموت ينافس ميناء الشحر، والذي كان يعتبر الميناء الرئيسي في ساحل حضرموت آنذاك. أما نفوذ الإمارة الكسادية فقد امتد إلى نواحي دولة مشيخة آل عمودي في وادي دوعن وريدة الدين وعمد بوادي حضرموت شمالا، والحدود الشرقية والشمال شرقي السلطنة الكثيرية وآل بريك في الشحر، والبحر العربي جنوبا، وغربا شبوة، وصارت مدينة المكلا ميناء عام، وفي مدينتي الديس والحامي المحادة للمهرة، قام آل كساد بتشييد إمارة لهم وكان الكساديين مكونين من أسرتين، أحداهما أسرة النقيب حسن بن صلاح الكسادي وكان مقرها مدينة الديس، والثانية أسرة النقيب أحمد بن سالم الكسادي وكان مقرها في مدينة الحامي البلدة المشهورة بالملاحة في بحر العرب والمحيط الهندي، واشتهرت بملاحيها الأفذاذ، ومن الكساديين الحامي برز النقيب سالم بن أحمد الكسادي، ربان سفينة شراعية، وكان يتردد للتجارة على ميناء المكلا، ثم طابت به الإقامة بها فجعلها مستقرّه، وكان محبوبا بين الناس، وجاء بعده ابنه أحمد بن سالم الكسادي، فأنشأ إمارة آل كساد في المكلا سنة 1115هـ (1703م) وهي أول إمارة يافعية تقام في حضرموت.

## حروب الدولة الكسادية
- المعارك بين مشيخة آل عمودي والسلطنة الكسادية:

توسعت شُقة الخلاف بين رؤساء آل العمودي في أواخر القرن الثاني عشر الهجري (1784م). وقد أدى هذا التناحر فيما بينهم إلى لجوء بعضهم إلى الكسادي أمير المكلا مستنصرا به على منافسيه من أبناء عمومته، فأرسل الكسادي سنة 1286هـ (1869م) جنودا بقيادة مجحم بن علي الكسادي، فاستولى على أكثر وادي دوعن. لكن آل العمودي، بعد أن تضايقوا من تصرفات جنود الكسادي، عادوا فتضامنوا للتخلص من هذا الاحتلال ودارت بينهم وبين الكسادي معارك انتهت بجلاء الكسادي عن دوعن.

## العمران والمعالم الباقية من عهد الدولة الكسادية الحضرمية
من ضمن العمران في عهد إمارة آل كساد
- المساجد وميناء المكلا: مسجد مشهور، ومسجد عمر، ومسجد بصعر، ومسجد وار سما، ومسجد علي حبيب، ومسجد باحليوة، ومسجد نور البلاد، ومسجد محيشوكه، ومسجد جامع الشرج، ومسجد المنقد، ومسجد الغالبي، ومسجد باعبود وكما ازدهرت بالموانيء والأسواق وغيرها وفي عهد الدولة أو الإمارة الكسادية الحضرمية عرفت المكلا أول عملة معدنية ورقية في تاريخها.

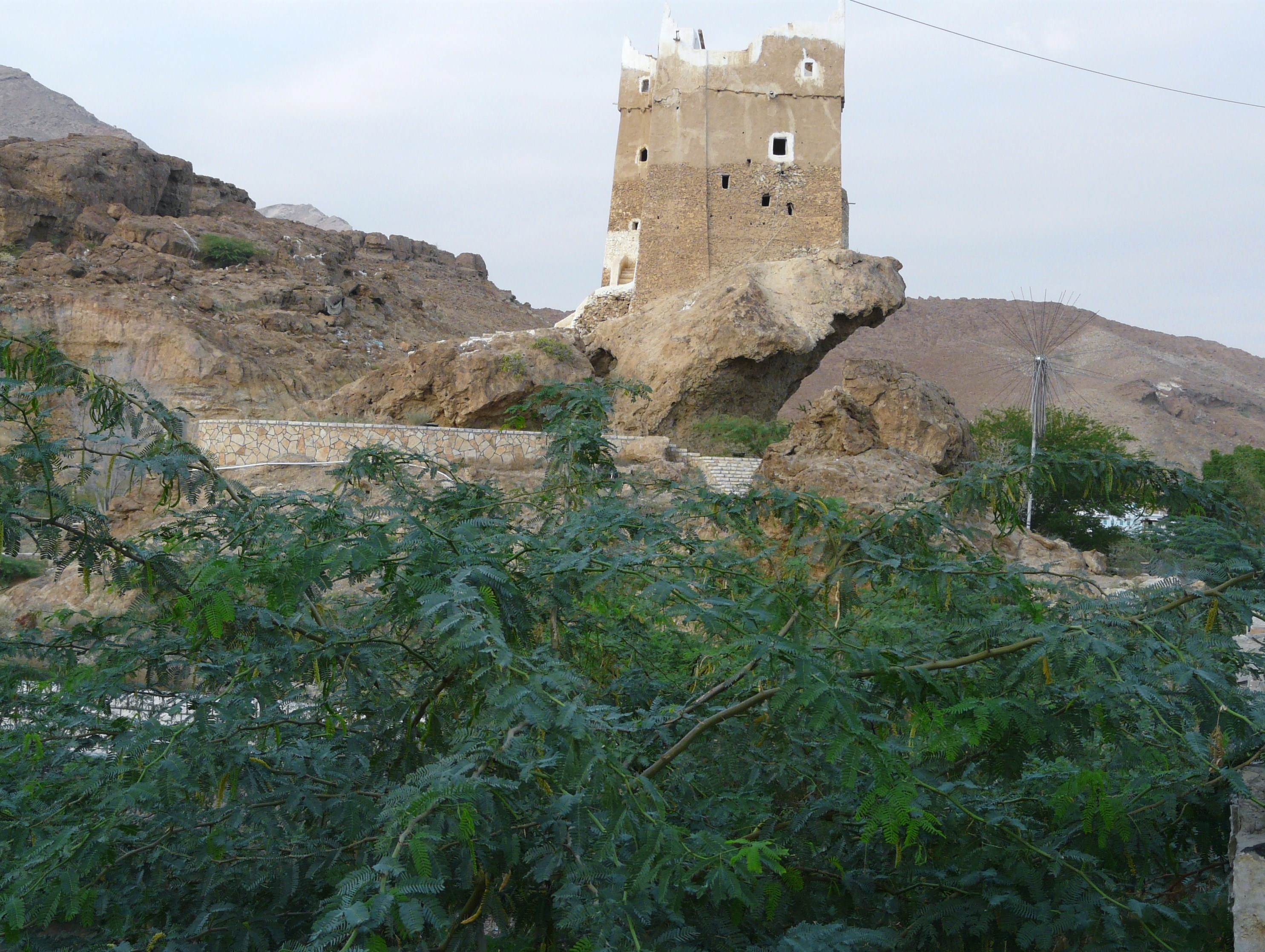
حصن الغويزي.

- أشهر آثارها حصن الغويزي شيدته السلطنة الكسادية قبل 300 عام.

- حصن الغويزي المكلا

أقيم حصن الغويزي على صخرة تشرف على الوادي والطريق المؤدي إلى مدخل المكلا الشمالي الشرقي، ويرجع تاريخ إنشاء الحصن إلى العام (1703م) في عهد السلاطين آل الكسادي الذين كانوا قد استطاعوا الانفراد بحكم ذاتي مستقل في المنطقة، وأسسوا ما عُرف بالإمارة الكسادية، وكان الهدف من إنشائه مراقبة الغارات العسكرية القادمة من اتجاه الشمال خاصة تلك الغارات التي كانت تشنه السلطنة الكثيرية التي اتخذت حينها من مدينة سيئون حاضرة لها، ثم الغارت التي كانت تشنها السلطنة القعيطية التي كانت تتخذ من الشحر حاضرة لها وتلك الغارات التي تأتي من الشمال من دوعن وعمد حاضرة دولة مشيخة آل عمودي وظل حصن الغويزي حارس متوثباً يحمي مدخل مدينة المكلا على هذه الصخرة.

## ميناء المكلا
أسسه الأمير سالم بن أحمد الكسادي الذي برز كربّان سفينة شراعية، وكان يتردد للتجارة على ميناء المكلا ومن ثم جاء من بعد أل كسادي سلاطين الدولة القعيطية واهتموا بذلك الميناء وبنو المباني الحكومية بالقرب منها وقاموا ببناء المبنى الجمركي للميناء وبعدها صار هو الميناء الرئيسي للسلطنة القعيطية، وتم تنظيم حركة السفن وكذلك تنظيم التجارة والبضاعة التي تذهب إلى عدن وجيبوتي والحديدة والحبشة وشرق أفريقيا والبصرة والهند، والقادمة إليه من شرق إفريقيا والحديدة والهند والحبشة وهو يعد أحد المواني الهامة في عهد الدولة القعيطية، وبعد سقوط الدولة القعيطية أهمل ذلك الميناء وصار لا يهتم به.
اسم المكلا ورد كثيراً في كتب آخبار القرن العاشر وما قبلها، أي بعد حوالي أكثر من مائتين عام من تأسيس إمارة آل كساد في بداية القرن الثاني عشر، وإن كان العهد الكسادي هو الذي أعطى للمدينة مكانة بين مدن حضرموت بسبب جعله عاصمة للدولة فلم تعرف باسمها الحالي المكلا إلا عند إنشاء الإمارة الكسادية في سنة (1115هـ) كانت تعرف (بالخيصة).
وفي سنة 1283هـ (1901م) شنت السلطنة الكثيرية الحضرمية حملة للاستيلاء على المكلا مقر إمارة آل كساد ولكنهم تصدوا للحملة وأستطاع التحالف الكسادي/ السلطنة القعيطية انتزاع الشحر من أل كثير، وبذلك أصبحت الشحر جزء من السلطنة القعيطية كما اتفق على ذلك مسبقا بين الكسادي والقعيطي وفي سنة (1299هـ-1917م) استولت السلطنة القعيطية على المكلا وبروم وبذلك تم القضاء على الإمارة الكسادية بمساعدة الإنجليز في عهد الأمير عمر بن صلاح الكسادي الذي كان حليف السلطنة القعيطية بالأمس، عندما رفض الكسادي التسليم لهدف القعيطي في بسط نفوذ الأخير على إمارة آل كساد وإنزالها تحت حكمه.